# Свръхтежка вода
Свръхтежката вода или тритиевият оксид (T2О или 3H2O) е радиоактивна форма на водата, при която обичайните водородни атоми са заменени от тритиеви. Чистата свръхтежка вода е корозивна поради собствената си радиолиза. Разредената и обработена с тритий вода представлява смес от H2O и водород-тритиев оксид – HTO (3НОН). Използва се като проследяващ агент при изследванията на водния кръговрат при живите организми. Тъй като естествено се среща в минимални количества, може да се използва и за определяне на възрастта на различни течности на водна основа, като някои вина.
Името „супертежка вода“ помага да се направи разграничение от тежката вода, която вместо тритий съдържа деутерий – D2O или 2H2O.

## Приложения
Свръхтежката вода може да се използва за измерване на общото количество вода в тялото на човека. Тя се разпределя сравнително бързо във всички части на тялото. Концентрацията на свръхтежката вода в урината се приема, че е приблизително равна на концентрацията на свръхтежката вода в организма. Знаейки първоначалното количество и концентрацията на свръхтежка вода, която е погълната, може да се изчисли обемът на водата в тялото.
- Количество на свръхтежка вода (mg) = Концентрация на свръхтежка вода (mg / ml) x Обем на телесната вода (ml).
- Обем на телесната вода (ml) = [Количество на свръхтежка вода (mg) – Изчислено количество (mg)] / Концентрация на свръхтежка вода (mg / ml).

## Ефекти върху здравето
Свръхтежката вода вода съдържа радиоактивния водороден изотоп тритий. Като нискоенергиен бета-излъчвател с период на полуразпад от около 12 години, той не е опасен външно, защото бета-частиците не могат да проникнат през кожата. При вдишване или поглъщане с храната или през кожата съществува опасност от облъчване.
Благодарение на своята голяма дифузионност, свръхтежката вода е особено опасна за живите организми, тъй като тя излага всички органи равномерно на йонизиращо лъчение. Съществува и вероятността за включването на тритиеви атоми в ДНК, което е опасно и би могло да нанесе сериозни щети. Не само засегнатите, но и околните молекули се променят, тъй като разпадането на трития освобождава йонизиращото лъчение, предизвикващо радиолиза.
Водород-тритиевият оксид (HTO) има кратък биологичен период на полуразпад в човешкото тяло – от 7 до 14 дни, което намалява риска от облъчване и следващите го здравословни проблеми при еднократно поглъщането и възпрепятства бионатрупването на НТО от околната среда.
Биологичният период на полуразпад на свръхтежката вода в човешкото тяло, който е мярка за кръговрата на водата в тялото, варира в зависимост от сезона.